# Psychoda biretinaculata
Psychoda biretinaculata és una espècie d'insecte dípter pertanyent a la família dels psicòdids que es troba a Àsia: l'Extrem Orient Rus i la península de Corea.